# 宇宙のエンドゲーム
『宇宙のエンドゲーム』（うちゅうのエンドゲーム、原題"Five Ages Of The Universe"）は、フレッド・アダムズとグレッグ・ラフリンによって書かれ、最初に1999年に発表された、通俗科学の本である。

## 書籍の内容
本書で論じられているのは、宇宙論者らが現在理解していることに拠る、宇宙史、現在の状態、宇宙の考え得る将来である。書籍では、宇宙のタイムラインが5つの時代に分けられる。すなわち、原始の時代(Primordial Era)、星たちが輝く時代(Stelliferous Era)、縮退の時代(Degenerate Era)、ブラックホールの時代(Black Hole Era)、そして暗黒の時代(Dark Era)である。
現在ある宇宙論上の仮説の説明に加えて、著者は、どのような種類の生命が未来の時代の宇宙に存在し得るか様々に思索する。考察はフリーマン・ダイソンのスケーリング仮説――温度は生物の代謝率に比例するという認識――生物の意識の流れの速さはその生物が繁栄している温度に正比例する――に基礎を置いている。著者は、たとえばネットワーク化されたブラックホールに基礎づけられるような、あらゆる点で地球の生物化学的なものとは異なる生物形態を想像している。

## 5つの時代
アダムズらは、本書で取り扱う時間的尺度が非常に大きなものであるため、指数を使用すると都合が良いと考えた。本書では、ビッグバンの後から10n年経過したことを「n番目の宇宙年」（nth cosmological decade。竹内薫は「n歳」と訳した）と表現している。以下の記載において、nは宇宙年を意味する。

### 原始の時代 -50 < n < 5
この時代の間に、ビッグバンそしてそれ以降の宇宙のインフレーションとビッグバン原子核合成(Big Bang nucleosynthesis)が生じたと考えられている。この時代の終わり頃になると、原子核と電子との融合が、初めて透明な宇宙を創り出した。（いわゆる宇宙の晴れ上がり。）著者は、地平線問題と平坦性問題について論ずる。

### 星が輝く時代 6 < n < 14
これは、物質が星や銀河や銀河集団のかたちで配置されている、現在の時代である。エネルギーの大部分は恒星の中で生産されている。大きい星は非常に速く、2、300万年間のうちには、それらが持つ燃料を使い果たしていく。最後に唯一残る一種類の星は、「けちん坊」な赤色矮星である。この時代が終わるまでには、我々がよく知っている明るい星々は消え、それらの核燃料は消耗してしまう。白色矮星、褐色矮星、ブラックホールだけは残っていく。この時代でオルバースのパラドックスが論じられる。

### 縮退の時代 15 < n < 39
これは、褐色矮星、白色矮星とブラックホールの時代である。白色矮星は暗黒物質（ダークマター）粒子を同化し、わずかなエネルギー生産を続ける。著者は、この時代が継続する間に、陽子が崩壊（標準模型によって与えられるバリオン数の保存を妨害）し始めると仮定する。陽子崩壊が生じた場合、存在するたった1種類の天体はブラックホールとなる。

### ブラックホールの時代 40 < n < 100
この時代には、書籍によると、組織化された物質はブラックホールの形で残留するだけである。しかしホーキング放射の量子力学的プロセスによって、ブラックホール自体は絶えず、ゆっくりと、自身の中に含まれている物質を「蒸発」させる。この時代が終わるときにも、非常に低エネルギーの光子、電子、陽電子とニュートリノだけは残っている。

### 暗黒の時代101 < n
この時代においては、非常に拡散している物質だけが残留しており、極めて低いエネルギー水準と極めて長さを増した時間的尺度のもと、宇宙の活動は劇的に少なくなった。
宇宙空間を漂う電子と陽電子が互いに衝突し、時折ポジトロニウム原子となる。とはいえ、原子の構造は不安定であり、それらを構成する粒子は結局は消滅することとなる。非常にゆっくりとではあるが、他の低レベルの絶滅現象もまた生じている。

## 出版物

### 原書（英語）
- Fred Adams and Gregory Laughlin『The Five Ages of the Universe: Inside the Physics of Eternity』
  - Free Press Publishers、1999年、ISBN 978-0684865768
  - Free Pr、2002年、ISBN 978-0743237727

### 翻訳（日本語）
- フレッド・アダムズ、グレッグ・ラフリン『宇宙のエンドゲーム』竹内薫訳
  - 徳間書店、2002年、ISBN 978-4198615499
  - 筑摩書房、2008年、ISBN 978-4480091406